# لارنس گوردون (تهیه‌کننده)
لارنس گوردون (انگلیسی: Lawrence Gordon؛ زادهٔ ۲۵ مارس ۱۹۳۶) تهیه‌کننده اهل ایالات متحده آمریکا است.